# Zacharij Kecchoveli
Zacharij Nikolajevič Kecchoveli(gruzínsky: ზახარი კეცხოველი; rusky: Захарий Николаевич Кецховели) (1902 – 1970) byl gruzínský politik a od roku 1941 člen Komunistické strany Sovětského svazu.
Kecchoveli dělal od roku 1940 zástupce národního komisariátu zásobování SSSR pro Gruzii. Od roku 1942 do 1947 byl náměstkem předsedy Rady ministrů Gruzínskou SSR a od 1944 do 1947 i ministr potravinářského průmyslu Gruzínské SSR. V roce 1947 se dostal k nejvyšším státním funkcím v Gruzii a až do 6. dubna 1952 dělal ve vládě Zacharije Čchubianišviliho prvního místopředsedu Rady ministrů Gruzínské SSR, než se sám stal jejím předsedou. Předsedou Rady ministrů však dlouho nebyl, neboť v té době probíhal v Gruzii mocenský boj (viz Mingrelský případ), kvůli kterému více než 50% všech vysokých představitelů Gruzínské SSR skončilo ve svých funkcích. Ze své pozice byl odstraněn 16. dubna, aby místo něj dělal předsedu Rady ministrů Bakradze, jehož do funkce nominoval Lavrentij Berija. Odklizen byl na místo ministra lehkého a potravinářského průmyslu Gruzínské SSR. Během té doby byl také členem Ústředního výboru KSSS (od 14. října 1952 – do 14. února 1956).